# Rocher (Ardèche)
Pour les articles homonymes, voir Rocher.
Rocher est une commune française située dans le département de l'Ardèche, en région Auvergne-Rhône-Alpes.
Ses habitants sont appelés les Rocherois.

## Géographie

### Situation et description
Rocher est une commune à l'aspect essentiellement rural situé dans la communauté de communes Val de Ligne, dans le sud du département de l'Ardèche.

### Communes limitrophes
Rocher est limitrophe de quatre communes, toutes situées dans le département de l'Ardèche et réparties géographiquement de la manière suivante :

### Climat
Pour des articles plus généraux, voir Climat d'Auvergne-Rhône-Alpes et Climat de l'Ardèche.
En 2010, le climat de la commune est de type climat méditerranéen franc, selon une étude du CNRS s'appuyant sur une série de données couvrant la période 1971-2000. En 2020, Météo-France publie une typologie des climats de la France métropolitaine dans laquelle la commune est exposée à un climat de montagne ou de marges de montagne et est dans la région climatique Provence, Languedoc-Roussillon, caractérisée par une pluviométrie faible en été, un très bon ensoleillement (2 600 h/an), un été chaud (21,5 °C), un air très sec en été, sec en toutes saisons, des vents forts (fréquence de 40 à 50 % de vents > 5 m/s) et peu de brouillards.
Pour la période 1971-2000, la température annuelle moyenne est de 11,8 °C, avec une amplitude thermique annuelle de 17,2 °C. Le cumul annuel moyen de précipitations est de 1 383 mm, avec 7,9 jours de précipitations en janvier et 4,7 jours en juillet. Pour la période 1991-2020, la température moyenne annuelle observée sur la station météorologique de Météo-France la plus proche, « Croix Millet », sur la commune de Prunet à 3 km à vol d'oiseau, est de 11,6 °C et le cumul annuel moyen de précipitations est de 1 590,2 mm,. Pour l'avenir, les paramètres climatiques de la commune estimés pour 2050 selon différents scénarios d'émission de gaz à effet de serre sont consultables sur un site dédié publié par Météo-France en novembre 2022.

### Hydrographie
Le territoire de la commune est traversé par la Ligne, un affluent de l'Ardèche et donc un sous-affluent du Rhône.

## Urbanisme

### Typologie
Au 1er janvier 2024, Rocher est catégorisée commune rurale à habitat dispersé, selon la nouvelle grille communale de densité à 7 niveaux définie par l'Insee en 2022.
Elle est située hors unité urbaine. Par ailleurs la commune fait partie de l'aire d'attraction d'Aubenas, dont elle est une commune de la couronne,. Cette aire, qui regroupe 68 communes, est catégorisée dans les aires de 50 000 à moins de 200 000 habitants,.

### Occupation des sols
L'occupation des sols de la commune, telle qu'elle ressort de la base de données européenne d’occupation biophysique des sols Corine Land Cover (CLC), est marquée par l'importance des forêts et milieux semi-naturels (69,2 % en 2018), une proportion identique à celle de 1990 (69,2 %). La répartition détaillée en 2018 est la suivante : 
forêts (69,2 %), prairies (21,6 %), zones agricoles hétérogènes (9,1 %).
L'évolution de l’occupation des sols de la commune et de ses infrastructures peut être observée sur les différentes représentations cartographiques du territoire : la carte de Cassini (XVIIIe siècle), la carte d'état-major (1820-1866) et les cartes ou photos aériennes de l'IGN pour la période actuelle (1950 à aujourd'hui).

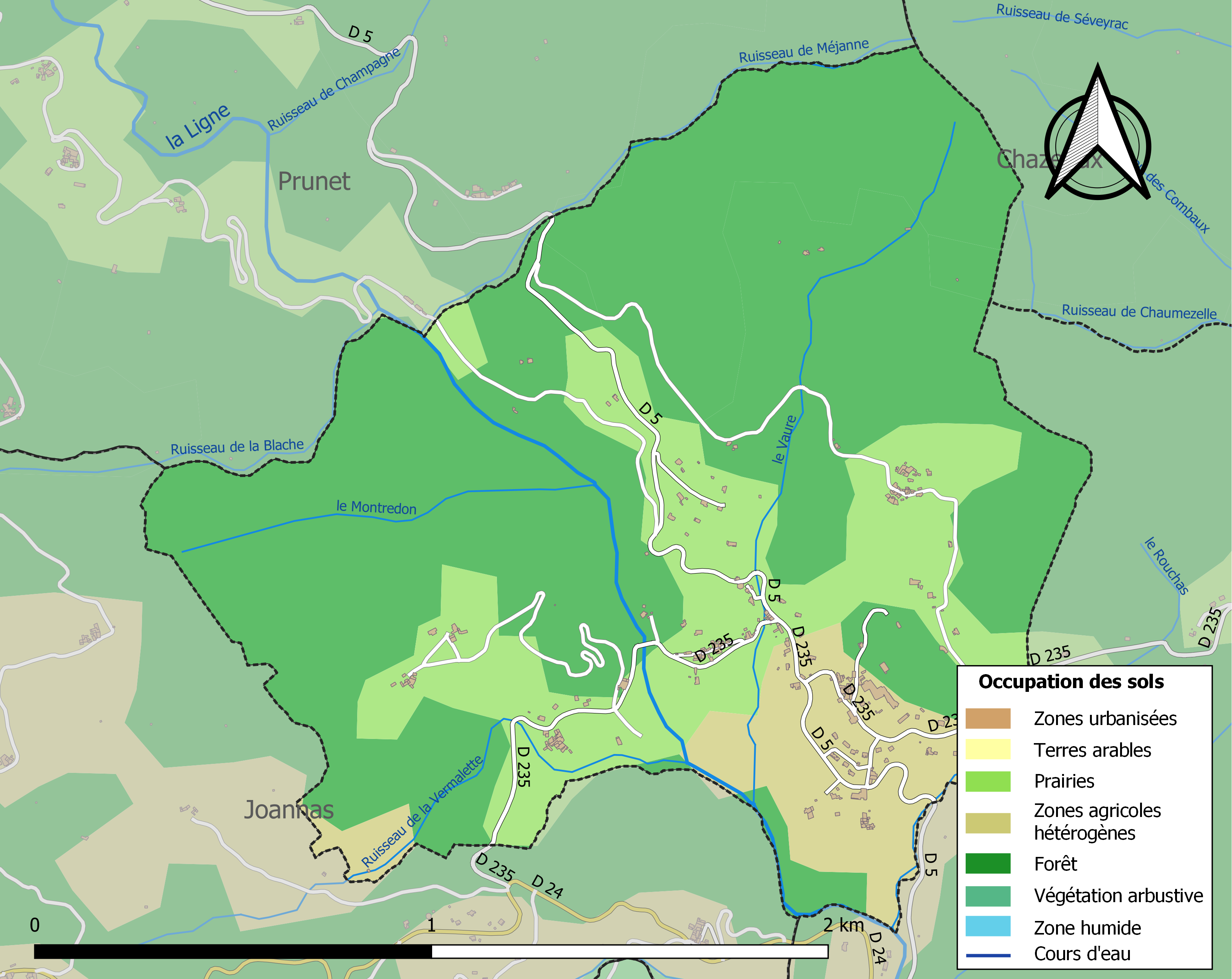
Carte des infrastructures et de l'occupation des sols de la commune en 2018 (CLC).

## Toponymie
Le nom traditionnel des habitants est Los Rocheirencs en occitan.

## Histoire
En 1790, Rocher est détaché de Joannas.

## Politique et administration

### Liste des maires

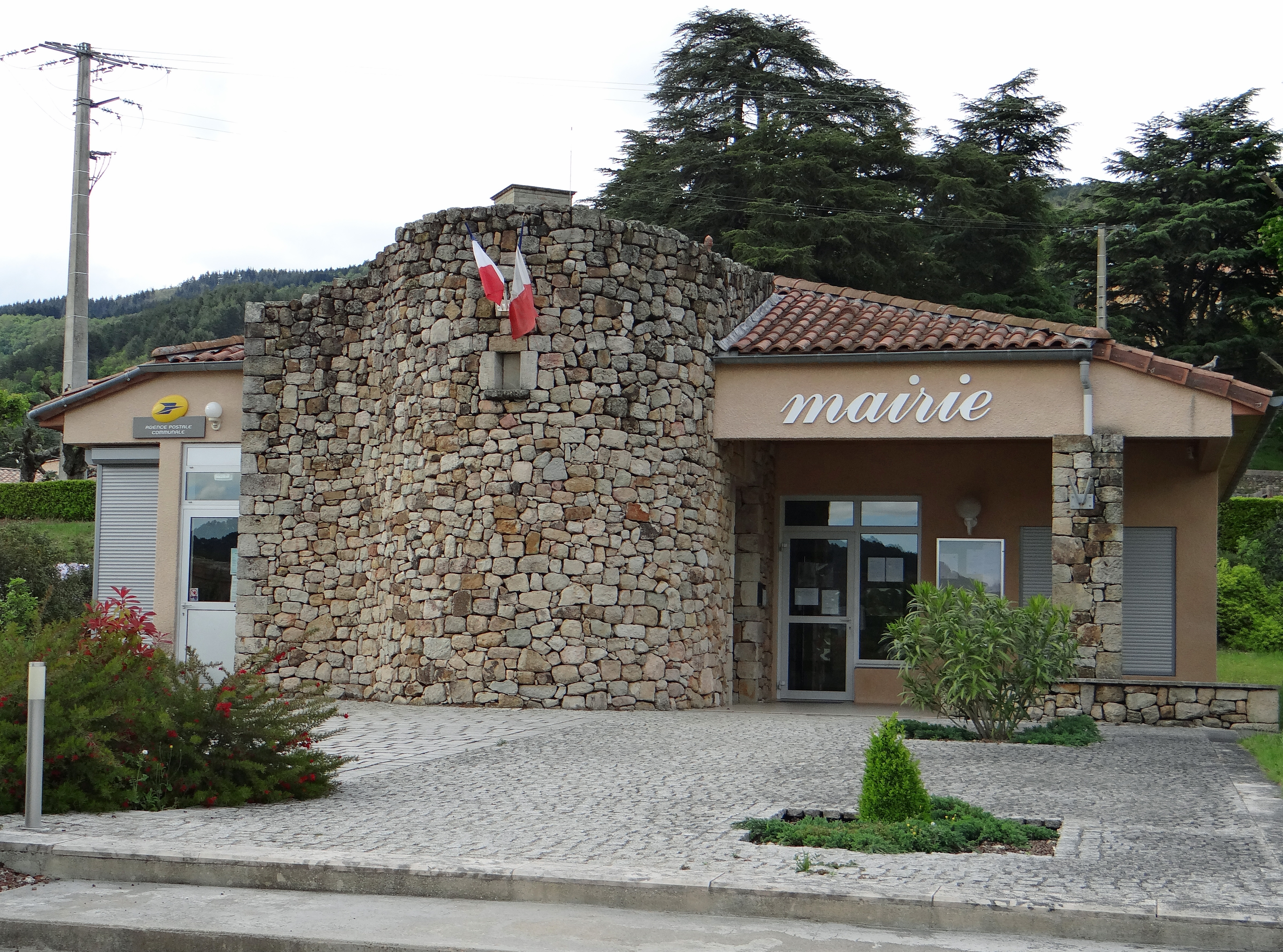
La mairie et l'agence postale.

| Période                                  | Période                   | Identité          | Étiquette | Qualité                                        |
| ---------------------------------------- | ------------------------- | ----------------- | --------- | ---------------------------------------------- |
| Les données manquantes sont à compléter. |                           |                   |           |                                                |
| 2001                                     | 2008                      | Michel Tourrette  |           |                                                |
| 2008                                     | En cours (au 6 août 2020) | Robert Vielfaure, | DVD       | Employé Président de la communauté de communes |

## Population et société

### Démographie
L'évolution du nombre d'habitants est connue à travers les recensements de la population effectués dans la commune depuis 1793. Pour les communes de moins de 10 000 habitants, une enquête de recensement portant sur toute la population est réalisée tous les cinq ans, les populations de référence des années intermédiaires étant quant à elles estimées par interpolation ou extrapolation. Pour la commune, le premier recensement exhaustif entrant dans le cadre du nouveau dispositif a été réalisé en 2007.

En 2022, la commune comptait 296 habitants, en évolution de +8,42 % par rapport à 2016 (Ardèche : +2,48 %, France hors Mayotte : +2,11 %).
| 1793 | 1800 | 1806 | 1821 | 1831 | 1836 | 1841 | 1846 | 1851 |
| ---- | ---- | ---- | ---- | ---- | ---- | ---- | ---- | ---- |
| 335  | 284  | 350  | 364  | 436  | 417  | 456  | 467  | 430  |

| 1856 | 1861 | 1866 | 1872 | 1876 | 1881 | 1886 | 1891 | 1896 |
| ---- | ---- | ---- | ---- | ---- | ---- | ---- | ---- | ---- |
| 359  | 370  | 382  | 378  | 340  | 414  | 408  | 417  | 406  |

| 1901 | 1906 | 1911 | 1921 | 1926 | 1931 | 1936 | 1946 | 1954 |
| ---- | ---- | ---- | ---- | ---- | ---- | ---- | ---- | ---- |
| 291  | 256  | 251  | 230  | 202  | 209  | 276  | 266  | 253  |

| 1962 | 1968 | 1975 | 1982 | 1990 | 1999 | 2006 | 2007 | 2012 |
| ---- | ---- | ---- | ---- | ---- | ---- | ---- | ---- | ---- |
| 203  | 205  | 224  | 244  | 260  | 227  | 269  | 275  | 281  |

| 2017 | 2022 | - | - | - | - | - | - | - |
| ---- | ---- | - | - | - | - | - | - | - |
| 270  | 296  | - | - | - | - | - | - | - |

### Enseignement
La commune est rattachée à l'académie de Grenoble.

### Médias
La commune est située dans la zone de distribution de deux organes de la presse écrite :
- L'Hebdo de l'Ardèche

Il s'agit d'un journal hebdomadaire français basé à Valence et couvrant l'actualité de tout le département de l'Ardèche.
- Le Dauphiné libéré

Il s'agit d'un journal quotidien de la presse écrite française régionale distribué dans la plupart des départements de l'ancienne région Rhône-Alpes, notamment l'Ardèche. La commune est située dans la zone d'édition de Privas, d'Aubenas et de la vallée du Rhône.

### Cultes
La communauté catholique et l'église (propriété de la commune) sont rattachées à la paroisse de Saint Joseph en Pays de Ligne, elle-même rattachée au diocèse de Viviers.

## Culture locale et patrimoine

### Lieux et monuments

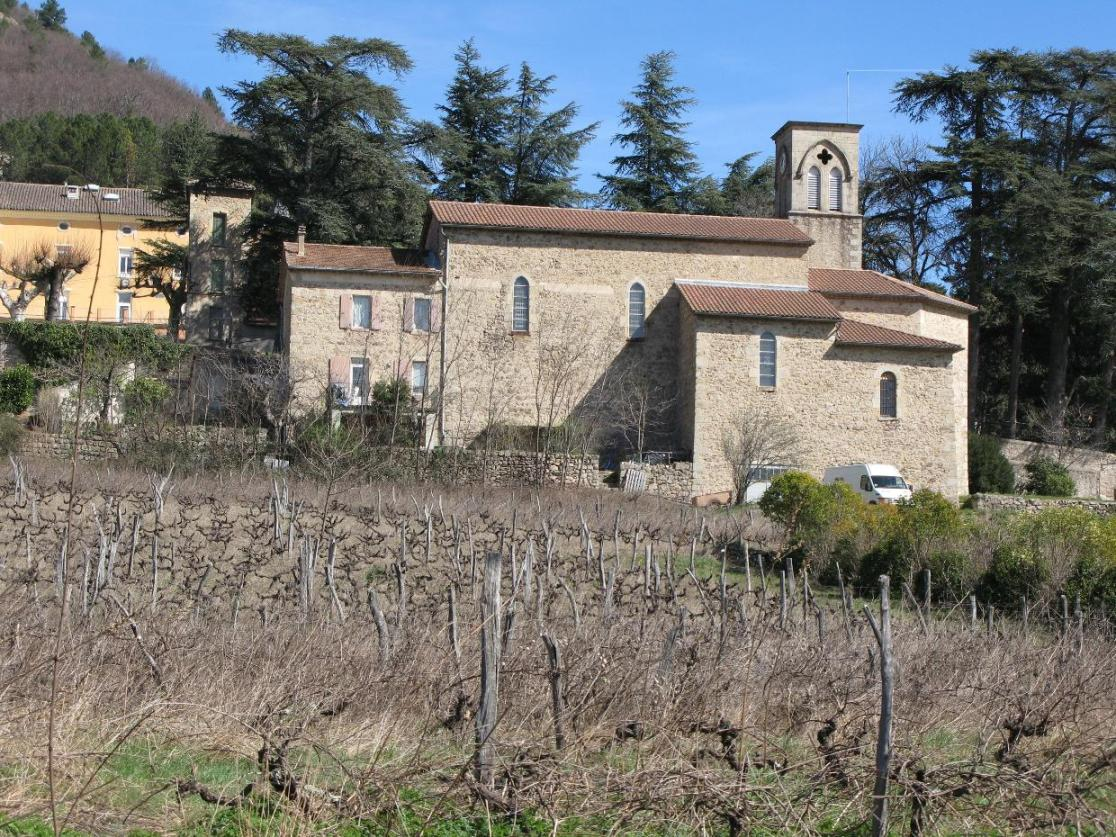
Église Notre-Dame.

- Église Notre-Dame du Ranc Courbier de Rocher.

### Personnalités liées à la commune
- Marcha de Saint Pierreville[20]. auteur présumé des Commentaires du soldat de Vivarais dont le manuscrit fut retrouvé dans le château de Rocher au XVIIIe siècle.

### Héraldique
|  | Rocher (Ardèche) possède des armoiries dont l'origine et le blasonnement exact ne sont pas disponibles. |